# Laura (1962)
Laura ist ein deutscher Fernseh-Kriminalfilm aus dem Jahr 1962 nach dem gleichnamigen Roman von Vera Caspary von 1943.

## Handlung
Laura Hunt wurde offenbar in ihrer Wohnung ermordet, ihre Haushälterin Bessie fand ihre Leiche hinter der Eingangstür. Der Polizeiinspektor Mark McPherson untersucht die Wohnung und verhört Lauras Verlobten Shelby Carpenter, den älteren Kolumnisten und Kunstsammler Waldo Lydecker, der eine Art väterlicher Freund Lauras zu sein scheint, sowie ihren jungen Nachbarn Danny, der sich einige Jazz-Schallplatten aus der Wohnung holen will, die Laura ihm angeblich vermachen wollte. Danny wird von seiner Mutter zurückgeholt, die nicht gut auf Laura zu sprechen ist und sich sogar über ihren Tod zu freuen scheint: Sie befürchtete, Laura könne ihren Sohn verderben.
McPherson beschäftigt sich intensiv mit Lauras Leben, verbringt viel Zeit in ihrer Wohnung und entwickelt eine gewisse Faszination für sie. Und nach fünf Tagen steht Laura plötzlich lebendig in der Wohnung: Sie war in ihrem Landhaus und überließ die Wohnung solange ihrer Freundin Joyce – diese ist die Ermordete. Da ihr Gesicht entstellt war – sie wurde offenbar mit einer Schrotflinte erschossen – wurde sie fälschlicherweise als Laura identifiziert. Ein paar Tage davor gerieten Joyce und Laura noch bei einer Party in Streit, nachdem Laura und Shelby ihre Verlobung bekanntgaben und Joyce eifersüchtig wurde.
Laura hat in der Vergangenheit öfter Pech mit Männern gehabt, so auch mit Shelby: Es stellt sich heraus, dass er sie mit Joyce betrog, und zwar in Lauras Wohnung. Als es an der Tür klingelte, blieb er im Schlafzimmer, während Joyce zur Tür ging und erschossen wurde. Der Täter konnte unerkannt fliehen. Laura und Shelby verdächtigen sich nun gegenseitig, hinter dem Mord zu stecken. Auch McPherson verdächtigt Laura, da sie durch seltsame Zufälle angeblich fünf Tage lang nichts von dem Mord erfahren hat und es keine Zeugen dafür gibt, dass sie wirklich in ihrem Landhaus war. Er kann ihr jedoch nichts nachweisen, und sein Chef Hendricks drängt ihn, den Fall aufzuklären.
In einem Gespräch zwischen McPherson und Lydecker stößt dieser versehentlich eine wertvolle Porzellanvase vom Kaminsims und es stellt sich heraus, dass diese mit Schrotkugeln gefüllt war, um sie zu beschweren. Das lenkt McPhersons Verdacht auf Lydecker, da bei Laura keine solche Munition gefunden wurde und sich inzwischen herausgestellt hat, dass ihr Gewehr (das sie in ihrem Landhaus aufbewahrt) nicht die Mordwaffe gewesen sein kann. Später, im Gespräch zwischen Lydecker und Laura, kommt die Wahrheit ans Licht: Laura war einst seine Geliebte, verließ ihn aber schon nach einer Nacht, was er nie verwunden hat. Seitdem ist er eifersüchtig auf alle Männer, die Laura näherkamen, und wollte durch den Mord an Joyce auch ihre Beziehung mit Shelby zerstören. Der alte Gehstock, den er immer mit sich herumträgt, entpuppt sich als getarnte Flinte, mit der er nun auch auf Laura zielt – der hinzueilende McPherson kann aber das Schlimmste verhindern und Lydecker festnehmen.

## Produktion
Die Romanvorlage von Vera Caspary stammt von 1943 und wurde schon 1944 zum ersten Mal verfilmt. 1947 veröffentlichte sie eine Umarbeitung als Theaterstück, zwei weitere Fernsehfilm-Adaptionen erschienen 1955 und 1968.
Der Film wurde vom Bayerischen Rundfunk in den RIVA-Fernsehstudios in Unterföhring gedreht und am 26. Juli 1962 zum ersten Mal ausgestrahlt. 2011 erschien er auf DVD bei Studio Hamburg Enterprises in der Reihe Straßenfeger.

## Rezeption
Auf film.at, dem Filmportal von Kurier.at, wird die Leistung der Darsteller allgemein gelobt und besonders Adolf Wohlbrücks „stille, kühle Grazie“ hergehoben. Im Gegensatz dazu beschreibt der Film-Noir-Blog Noirish, besonders im Vergleich mit der Verfilmung von 1944, die Darstellungsleistung (mit Ausnahme von Hildegard Knef und Hilli Wildenhain) als „überraschend seicht“ (surprisingly ropy).